# Аббатство Везле

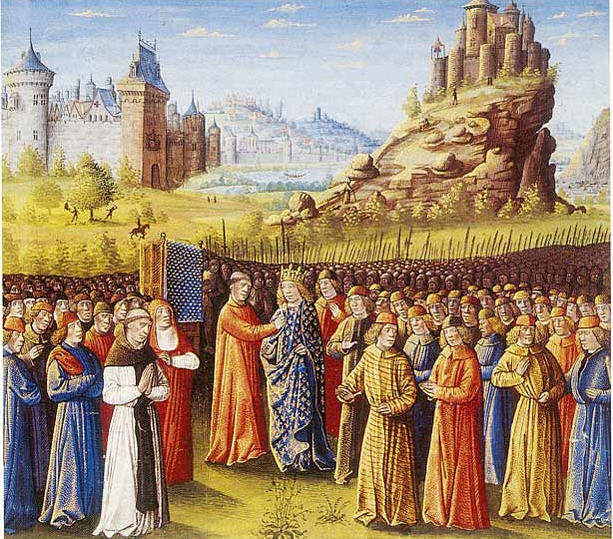
Людовик VII принимает крест из рук Бернара Клервоского 31 марта 1146 года близ Везле́. Миниатюра рукописи «Походов французов в Утремер» Себастьена Мамро (1489)

Аббатство Святой Марии Магдалины (фр. Basilique Sainte-Marie-Madeleine de Vézelay) в бургундском местечке Везле́ было одним из главных паломнических центров средневековой Европы. С 1920 года имеет в католическом мире статус малой базилики и с 1979 года охраняется ЮНЕСКО как памятник Всемирного наследия человечества.

## Возникновение
Первые сведения о бенедиктинском аббатстве в Везле (Верчелле, от лат. Vercellus) относятся к IX веку. По словам местного хрониста Гуго из Пуатье, прежде на этих землях, принадлежавших графу Жирару из Руссильона, стояли две монашеские обители, мужская и женская, первая располагалась в Потье́ре, недалеко от Шатийон-сюр-Сен, вторая в долине реки Кюре, поблизости от Сен-Пер-су-Везле́. В IX столетии они, вероятно, были разорены в ходе норманнских набегов, и в 877 году римский папа Иоанн VIII, направляясь на собор в Труа для утверждения королём Италии Бозона Вьеннского, распорядился преобразовать монастырь в Везле́ из женского в мужской.
В середине XI века было объявлено, что в аббатстве Девы Марии почивают мощи Марии Магдалины, якобы привезённые его основателем из Святой земли. В Везле устремились паломники со всей Европы. Чаще всего из Везле они продолжали путь дальше на юго-запад к гробнице св. Иакова в Галисии по так называемому Пути Святого Иакова (Лиможской дороге).

## Расцвет в XII веке

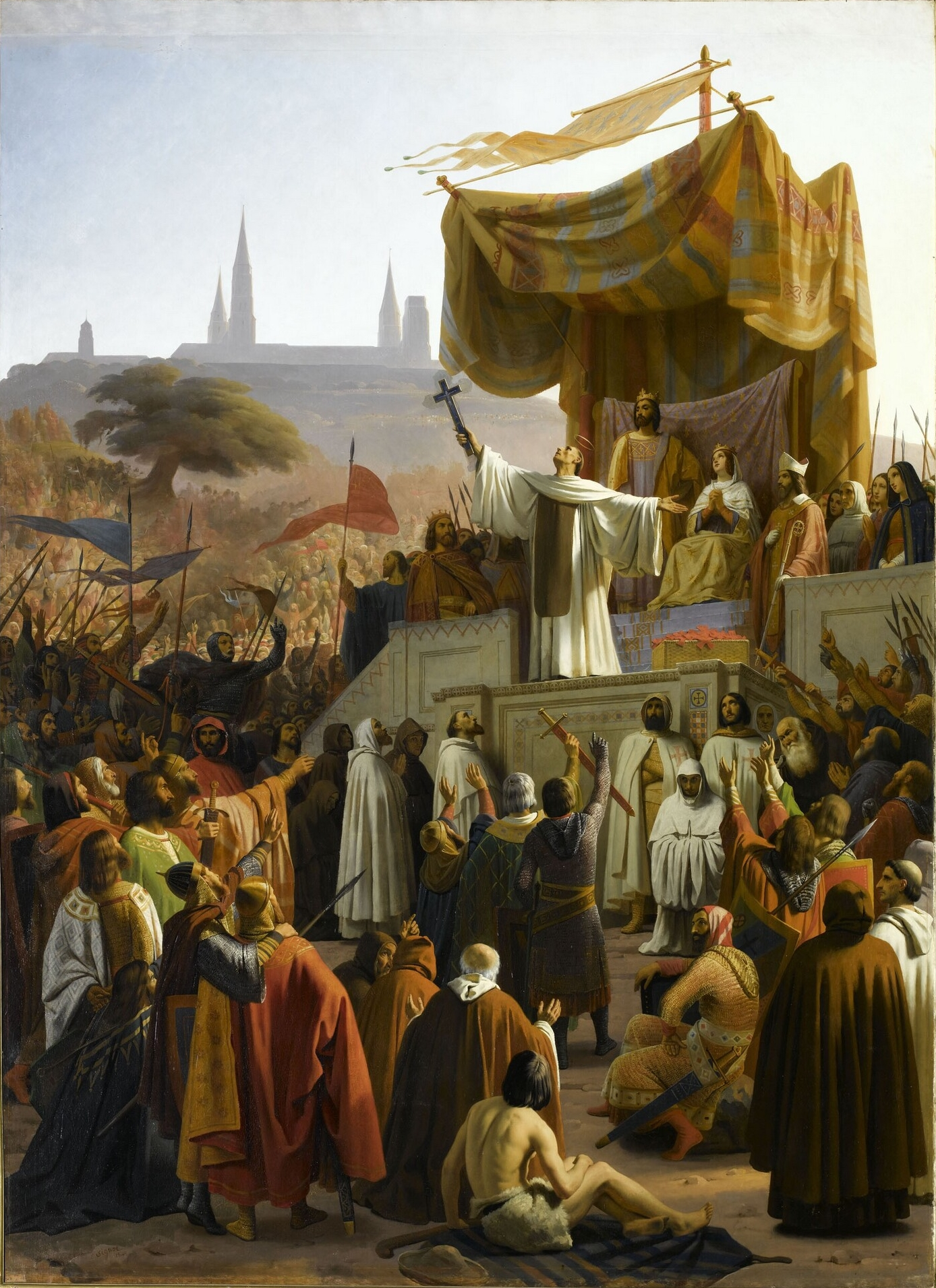
Св. Бернар призывает христианский мир к крестовому походу в Везле. Худ. Эмиль Синьоль

Чтобы разместить всех паломников, в 1104 году было начато строительство новой базилики в романском стиле бургундского извода. Строительные работы финансировались за счёт поборов с монастырских крестьян. Во время крестьянских волнений был убит настоятель аббатства. Несмотря на это, строительство продолжалось. В 1132 году папа Иннокентий II освятил просторный нартекс храма. Неф горел несколько раз, последний раз в 1165 году, после чего был отстроен заново. Капители и порталы были щедро украшены скульптурой, призванной наглядно рассказывать малограмотным паломникам о роли Магдалины в спасении человечества.
Аббатство Везле служило одним из пунктов движения за освобождения Святой Земли от неверных. Именно здесь на пасху 1146 года Бернард Клервосский произнёс перед королём Людовиком VII речь с призывом немедленно начать второй крестовый поход. Ричард Львиное Сердце и Филипп Август провели в Везле три месяца 1190 года — прежде, чем выдвинуться в Третий крестовый поход. В 1166 году на Духов день в Везле произнёс проповедь святой Томас Бекет. Везлейские аббаты энергично отстаивали свою независимость от светских феодалов (в частности, от графов Неверских), признавая своим сюзереном только папу римского. Деятельность наиболее активных настоятелей Понса де Монбуасье (1138—1161) и Гийома де Мелло (1161—1171) подробно осветил в своей «Истории обители Везле» (лат. Historia Vizeliacensis monasterii) вышеназванный хронист Гуго из Пуатье.

## Закат и реставрация
Непоправимый удар по благосостоянию Везле нанесло открытие 12 декабря 1279 года нетленных останков Марии Магдалины в местечке Сен-Максимин-ла-Сент-Бом на морском побережье Прованса. При покровительстве Карла II Анжу-Сицилийского, рассчитывавшего превратить новую святыню в источник дохода для истощённой казны, местные монахи-доминиканцы в подробностях описали чудеса, которые были засвидетельствованы у новой святыни. Известия о чудесах в Сен-Максимине распространились по всему католическому миру, что привело к оттоку паломников из Бургундии в Прованс.
Мощи Марии Магдалины были утрачены в годы Религиозных войн, а во время Французской революции базилика была разграблена и потеряла часть скульптурного убранства. В 1834 году, когда она была заброшена и грозила обрушением, внимание общественности к её плачевному состоянию привлёк государственный инспектор исторических памятников — Проспер Мериме. Средства, выделенные на реставрацию в 1835 и 1838 годах, так и не были освоены. Восстановление базилики началось в 1840 году, возглавил работы молодой архитектор Эжен Виолле-ле-Дюк, бессменно руководивший ими до 1859 года. Новаторские для того времени работы продолжались по 1861 год. В итоговом отчёте Комиссии исторических памятников был высоко оценён вклад Виолле-ле-Дюка: «Никогда ещё столь опасная миссия не принималась с такой полной самоотдачей, начиналась с большей решимостью и проводилась с большей мудростью, методичностью и экономией».
В 1870-е годы в монастырь привезли новые реликвии Марии Магдалины, и он вновь стал принимать паломников. В настоящее время по числу принимаемых паломников Везле занимает во Франции 8-е место.

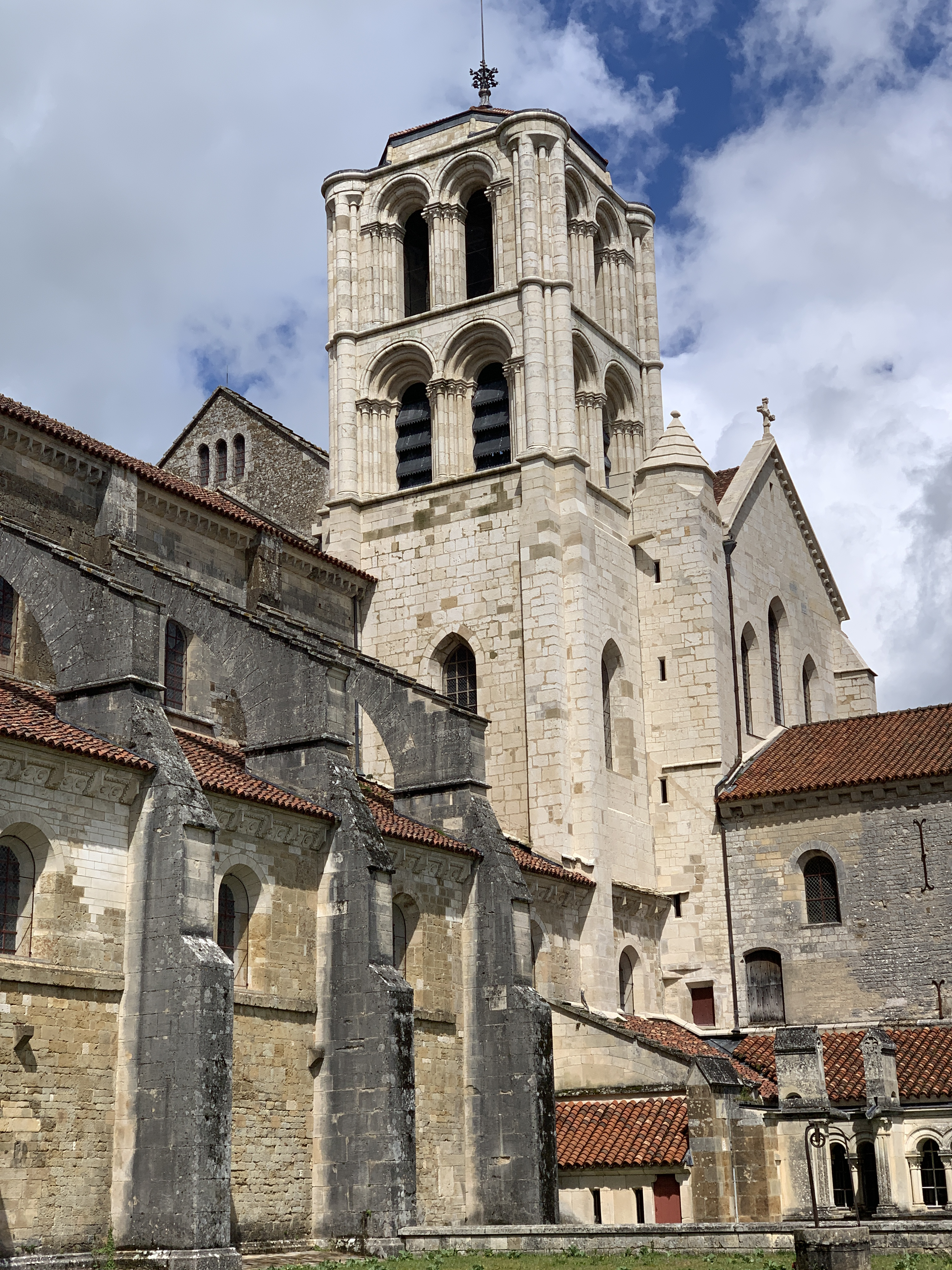
Башня
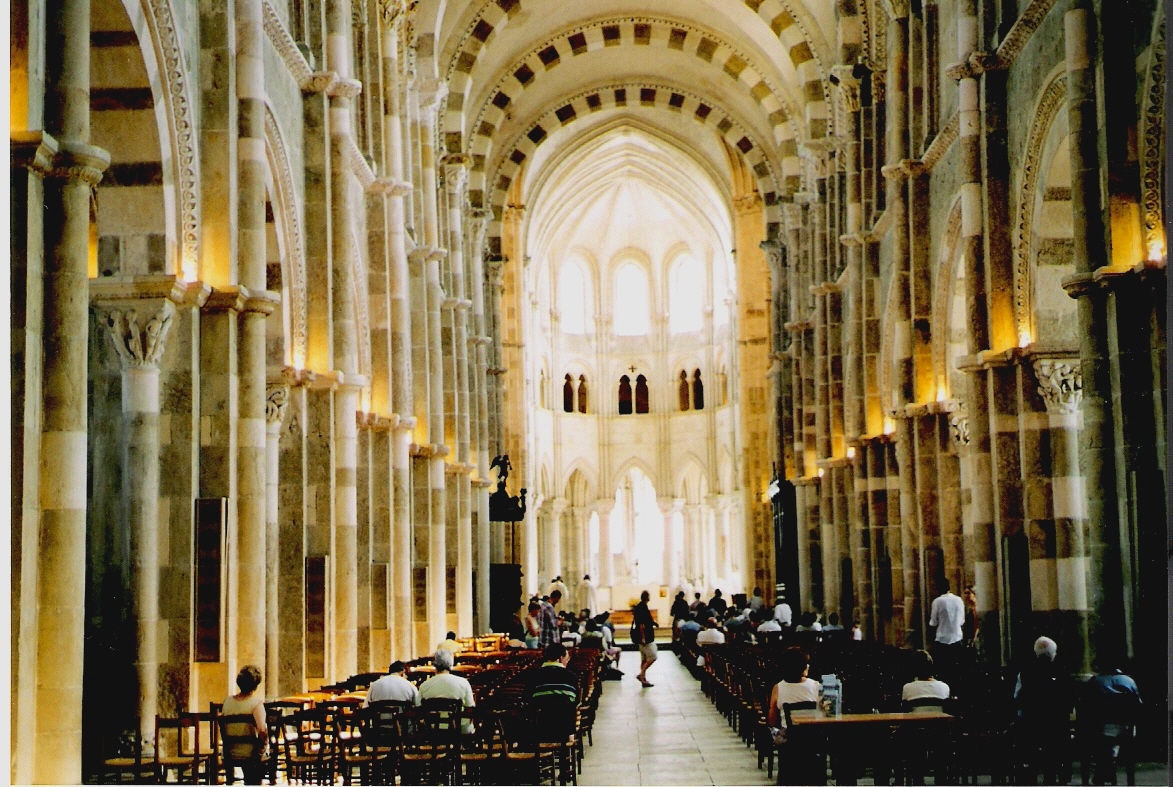
Интерьер нефа
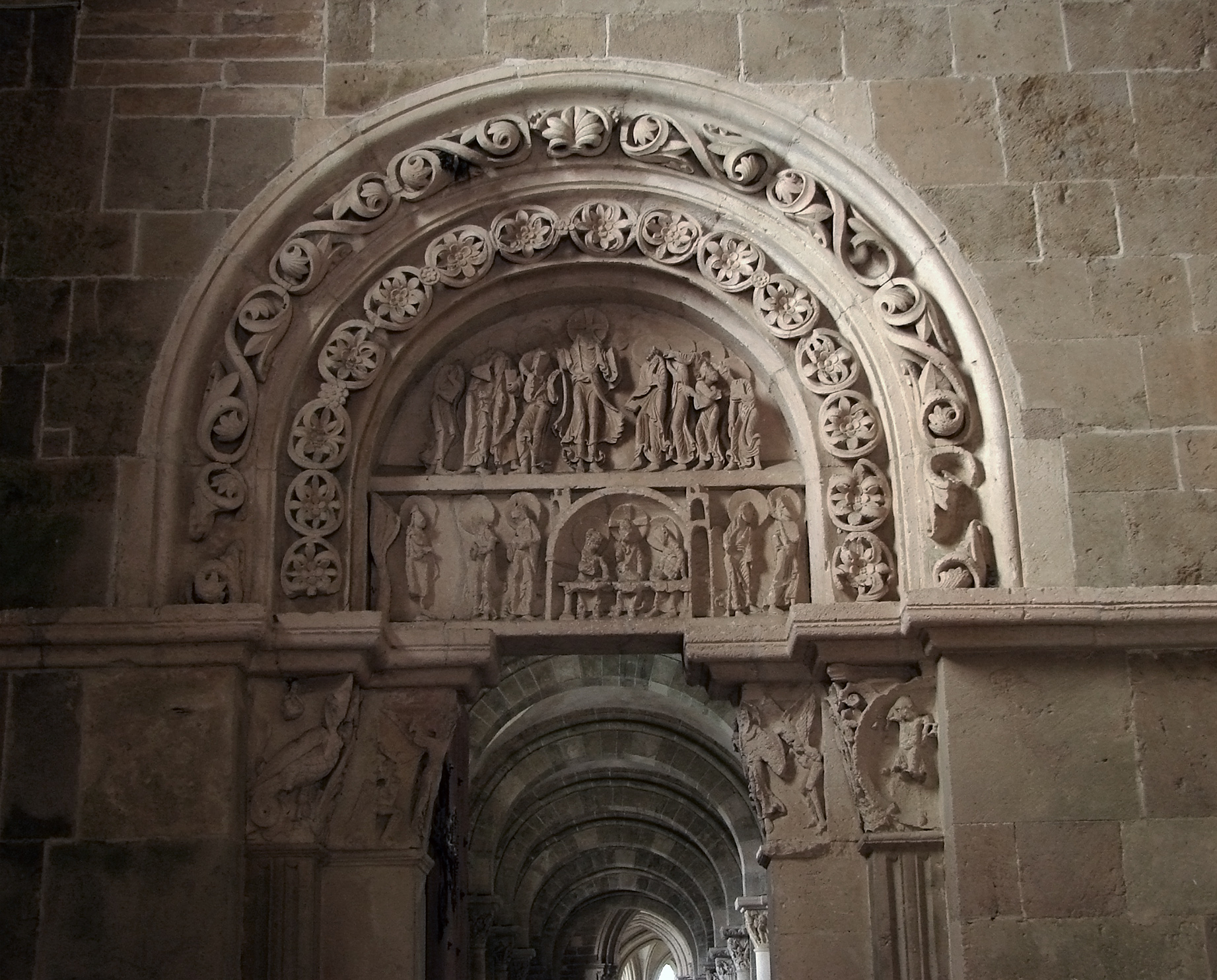
Скульптурное убранство
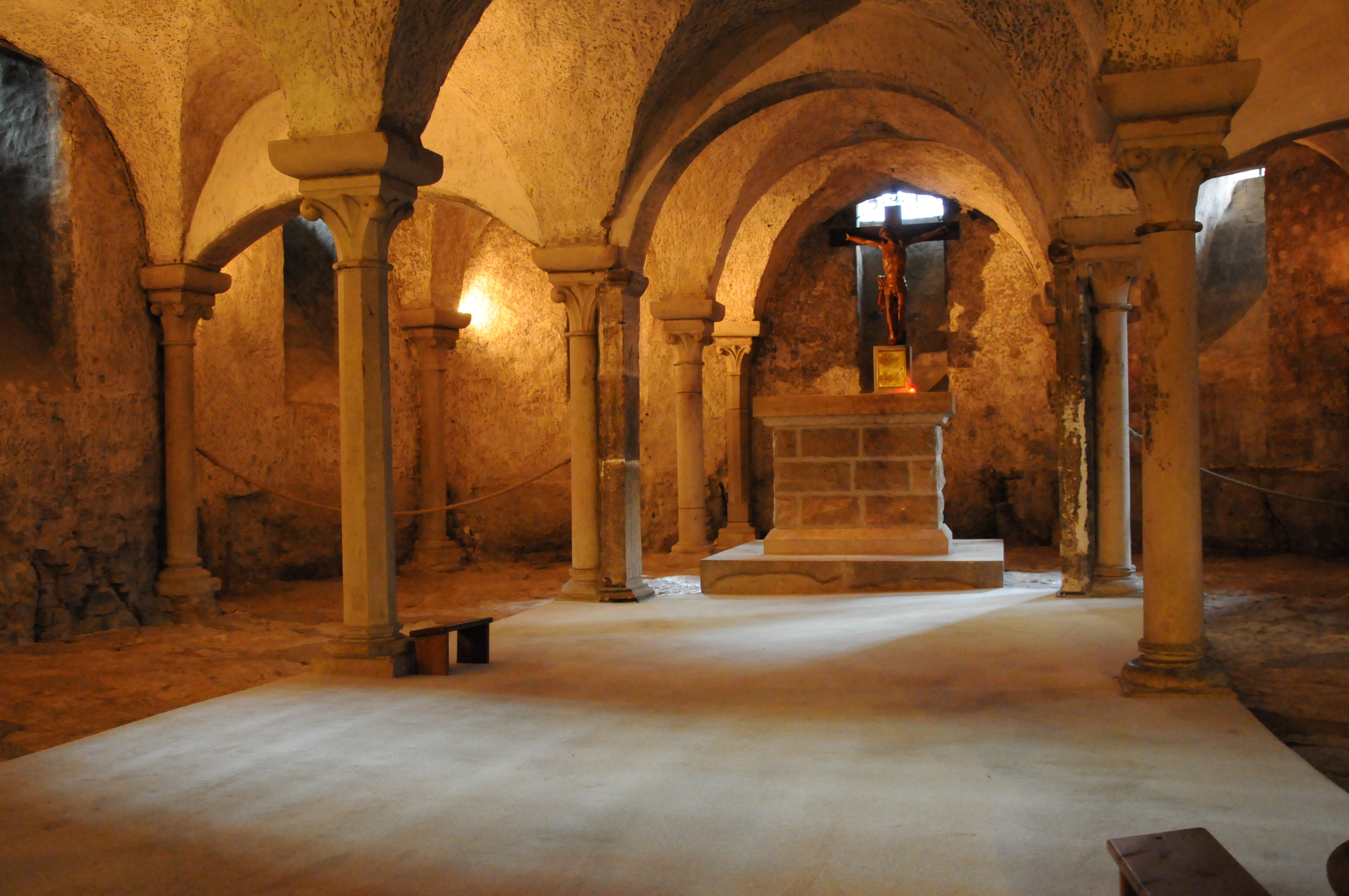
В крипте
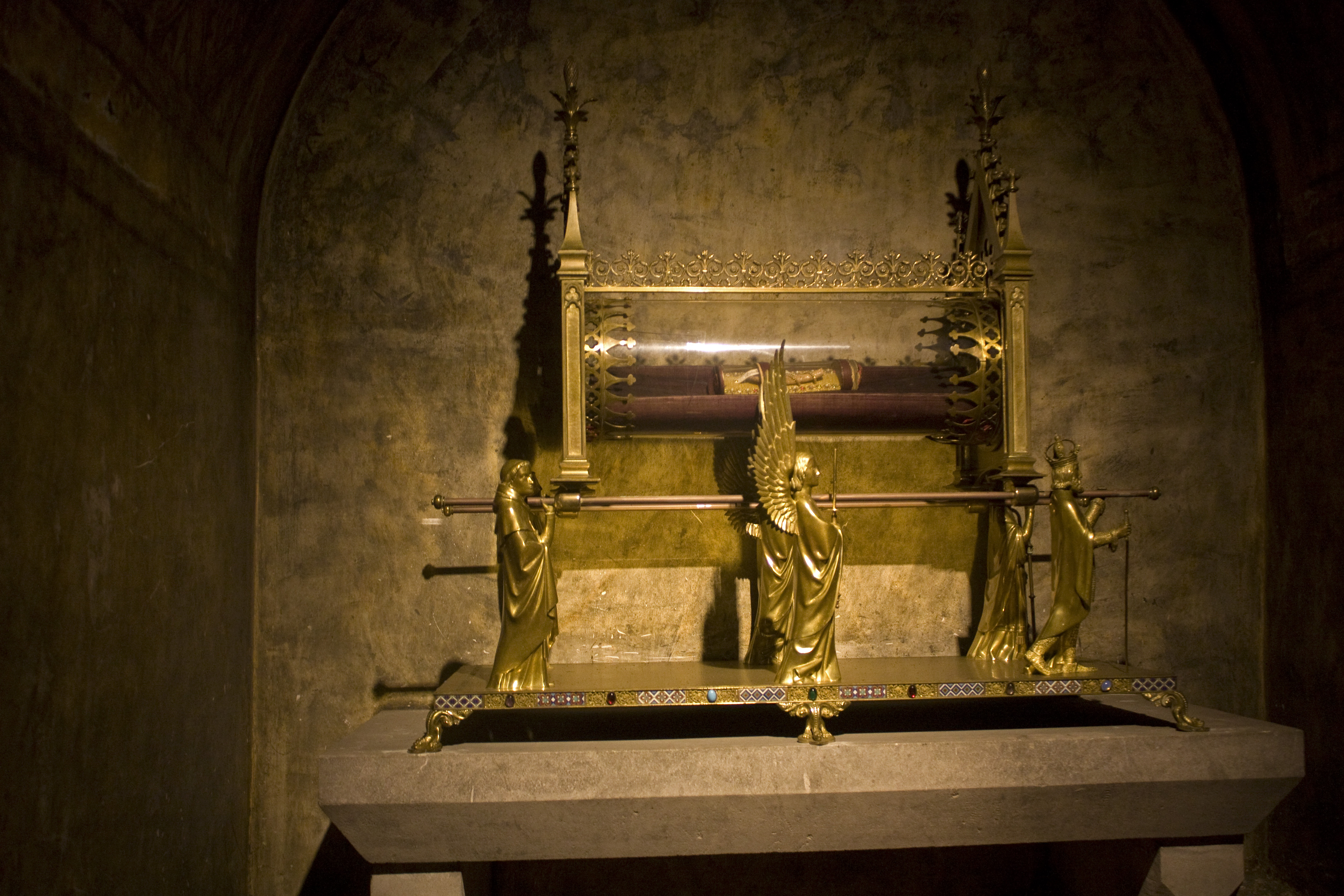
Золотой мощевик